# Argiope jinghongensis
Argiope jinghongensis är en spindelart som beskrevs av Yin, Peng och Wang 1994. Argiope jinghongensis ingår i släktet Argiope och familjen hjulspindlar. Inga underarter finns listade i Catalogue of Life.